# Vesturhópsvatn
Der Vesturhópsvatn ist ein See im Nordwesten Islands. Er liegt auf dem Gemeindegebiet von Húnaþing vestra in der Region Norðurland vestra.

## Geografie
Der Vesturhópsvatn liegt südwestlich des Hóp und südlich des Sigríðarstaðavatn. Östlich des Sees fließt die Víðidalsá, mit der der See über den Faxalækur verbunden ist. Östlich des Sees liegt die Festungsanlage Borgarvirki.
Westlich liegt der Vatnsnesfjall auf Vatnsnes, ebenfalls westlich des Sees fließt der Fluss Klambraá. 
Nördlich des Vesturhópsvatn liegt der kleine See Vatnsendatjörn. Die Gegend nördlich des Sees wird Vesturhóp genannt.
Südlich ist der Vesturhópsvatn über den Reyðarlækur mit dem See Miðfjarðarvatn verbunden.
Der See ist etwa 7 km lang und 2,3 km breit. Seine Fläche beträgt etwa 10,3 km²; die maximale Tiefe ist 28 m und der See liegt etwa 19 m über dem Meeresspiegel.

## Verkehr
Einige Kilometer östlich des Sees verläuft der Hringvegur, Islands wichtigste Straße. Westlich des Sees verläuft die Straße 711, nördlich und östlich die Straße 717.